# Emilio Conciatori
Emilio Conciatori (Roma, 5 gennaio 1933 – Roma, 17 gennaio 2017) è stato un artista e pittore italiano.

## Biografia
Emilio Conciatori già a 17 anni lavora con il padre, Gino Conciatori, come assistente scenografo, pittore di fondali teatrali, e restauratore dove impara l'arte della produzione dei colori seguendo le antiche tecniche rinascimentali.
Nei primi anni ‘50 parte per Los Angeles, nel distretto di Venice entra in contatto con la pop art d'oltre oceano. Sulla base di questa esperienza dà il suo personale contributo alla nascita della pop art italiana.
Nel 1958 inizia a utilizzare tecniche antiche elaborandole in modo nuovo superando i concetti stessi di pop art ridefinendoli nel astrattismo figurativo. Decide di studiare i grandi pittori italiano come Leonardo da Vinci, Michelangelo, Raffaello, Giorgione, da cui apprende le tecniche e i colori
Nel 1968 partecipa al capolavoro di David Alfaro Siqueiros “La marcia dell'umanità”. In questo stesso periodo incontra Stanley Kubrik che decide di commissionargli la locandina di 2001: Odissea nello spazio.
Tra 1977 al 1989 Emilio Conciatori raccoglie numerosi riconoscimenti e numerose esposizioni in Giappone, Sudamerica e in Europa
tra il 1990 e il 2003 espone a Roma, Firenze, Milano, Bologna, Messina, Catania, Lugano, Ginevra, San Francisco, Osaka, Hong Kong e Tokyo.
Il 13 luglio 2012 Emilio Conciatori è ospite a "Insoliti punti di vista"
Il 20 settembre 2012 a Roma partecipa a "CULTURA+LEGALITÀ=LIBERTÀ. L'arte contro le mafie" organizzata dal Ministero dei beni culturali
Il 25 settembre 2013 per la IX Giornata del Contemporaneo organizzata da AMACI, Emilio Conciatori ospita nella sua casa la mostra intitolata “Tiffany Animal academicum” in collaborazione con Zètema e Roma Capitale, evento importante per Emilio Conciatori perché la sua casa viene riconosciuta come museo.
Il 13 dicembre 2013 partecipa alla mostra "I luoghi dell'anima" al Museo teatro della commenda di Prè con il patrocinio della provincia di Genova. Espone con il figlio Mauro Conciatori, per la prima volta insieme.
Nel mese di giugno espone a Roma, nello spazio polivalente “Elsa Morante” dell’Eur.
Con la personale “I viaggi di Ulisse” torna a Genova, dove espone al Museo del Mare “Galata”, da settembre ad ottobre del 2014. 
Nel 2016 espone alla Lux Art Gallery di Trieste. Da aprile a maggio una personale dal titolo “Demoni e dei”.

## Mostre
- Roma Galleria le Ginestre Casal Palocco, 1964
- Porto Santo Stefano Galleria Sibaldi, 1965
- Città del Messico Galleria Nazionale, 1965
- Roma Circolo del Tennis Eur, 1966
- Roma Eur Olimpia Club, 1966
- Francoforte sul Meno New Horizon Gallery, 1966
- Palma di Maiorca Modern Art Museum, 1966
- Sydney Up and Down, 1967
- Roma Palazzo delle Esposizioni, 1967
- Roma Galleria Sinisca, 1968
- Salisburgo Galleria Il Pianoforte, 1969
- New York Arts & Arts, 1969
- Salsomaggiore Terme Palazzo Comunale, 1970
- Boston Stone Arts, 1971
- Los Angeles Sunset Gallery, 1971
- Tokyo Centro di Cultura Italiano, 1972
- New York Italian Art Center, 1972
- Roma Palazzo Barberini, 1973
- Civitavecchia Galleria Riccucci, 1973
- Roma Galleria l'Etrusca, 1974
- Tokyo N.A.C Center, 1974
- Osaka Mitoshi Gallery, 1974
- Messina Galleria 70, 1975
- Parigi M.A.A.G., 1975
- Londra Ford Gallery, 1976
- Firenze Galleria Cennino Cennini, 1977
- Roma Villa del Sole, 1978
- Roma C. S. Banca D’Italia, 1979
- Tokyo Flowers Gallery, 1979
- Perugia Palazzo dei Priori, 1981
- Trieste Galleria Furlan, 1983
- Tokyo Dream Art, 1983
- Marsiglia Galleria Ivaldi, 1984
- Parigi M.A.A.G., 1985
- Tarquinia Palazzo Bruschi, 1986
- Tokyo Toho Arts Center, 1988
- Berlino Galleria Grinis, 1990
- Tokyo Toho Arts Center, 1992
- Milano Castello Sforzesco, 1994
- Vicenza Galleria Riccardi, 1995
- Parigi M.A.A.G., 1995
- Ginevra Palais des Arts, 1996
- Tokyo Toho Arts Center, 1996
- Lugano Galleria Passardi, 1997
- Düsseldorf Galleria Axelo, 1998
- Roma Galleria L'Agostiniana, 1998
- Tokyo Toho Arts Center, 2000
- Osaka Media Global Arts & Pictures, 2000
- Singapore Dahlia Pink, 2001
- Hong Kong Satin Rouge, 2002
- San Francisco Green Garden Gallery, 2002
- Fukuoka Honda Central Gallery, 2003
- Roma Palazzo Valentini, 2008
- Roma Biblioteca nazionale centrale "CULTURA+LEGALITA'=LIBERTA'", 2012